# دار الجامع
دار جمعة هي قرية أمازيغية جبلية مغربية وسط المملكة. تنتمي دار جمعة لإقليم الحوز. تضم هذه القرية 5.762 نسمة (إحصاء 2004).